# Post ins Gelobte Land
Post ins Gelobte Land ist eine Erzählung von Anna Seghers, die um 1944 entstand und erstmals 1946 in New York  in der Sammlung Der Ausflug der toten Mädchen und andere Erzählungen herauskam. Ein Jahr später erschien sie ebenfalls in der Neuausgabe des Buches in Berlin.
Dieses Requiem ist die Geschichte des Juden Jakob Levi, der vor dem Kriege in Paris als geachteter Augenarzt Dr. Jacques Levi praktizierte.

## Inhalt
Jakob Levi war um 1895 in der polnischen Kleinstadt L. geboren worden. Seine Mutter – jüngste Tochter der Familie Grünbaum – hatte die Geburt nicht überlebt. Aus einem Kellerfenster hatte sie vor ihrem Tode mitansehen müssen, wie ihre Brüder während eines Pogroms von Kosaken erschlagen worden waren. Nathan Levi, der Vater des neugeborenen Jakob, war darauf mit seinem Sohn zunächst in Wien bei der älteren Tochter der Grünbaums und dann in Kattowitz bei einer Schwester von Jakobs Großmutter mütterlicherseits vorläufig untergekommen. Die Odyssee hatte in Paris ihr glückliches Ende gefunden. Ein begüterter Bruder Nathans hatte die überlebenden Grünbaums im Viertel St. Paul mit offenen Armen aufgenommen. In Paris war der heranwachsende Jakob seinen Weg gegangen. Nach dem Besuch des Lycée Charlemagne war der junge Mann als französischer Soldat im Argonnerwald schwer verwundet worden und hatte nach der Heimkehr zur Freude seines Vaters  an der Sorbonne ein Studium der Medizin aufgenommen.
Einen Kummer hatte Nathan. Wie sollte er Großvater werden? Zusammen mit seinem Freund, dem Löb Mirsky – der hatte vor 1914 die Judenverfolgung in Odessa überstanden – war er auf einen Dreh gekommen. Danach hatte Mirsky seine schöne, lernbegierige, aber störrische Tochter – Anna Seghers teilt deren Vornamen nicht mit – ebenfalls auf die Sorbonne geschickt. Der Plan war aufgegangen. Nach dem Examen war geheiratet worden. Dr. Jacques Levi praktiziert in Paris als Augenarzt. Nathans Enkel wird geboren. Der Großvater Nathan hat gespart. Denn den Lebensabend will er in einem Jerusalemer Altersheim verbringen. Vor der Abreise ins Gelobte Land nimmt er seinem Sohn ein Versprechen ab. Jakob muss dem Vater regelmäßig schreiben.
Als Jakob merkt, dass er in Bälde einer Krankheit erliegen wird, übergibt er seiner Frau ein Bündel vorbereiteter Briefe und nimmt ihr seinerseits ein Versprechen ab. Die Frau soll in regelmäßigen Abständen einen der Briefe nach Jerusalem schicken. So geschieht es nach Jakobs viel zu frühem Tode. Im ersten Brief begründet Jakob, warum er dem Ruf des erkrankten Vaters nicht folgen konnte. Die Patienten durften nicht im Stich gelassen werden. Die Witwe genießt in Paris die Antworten des Schwiegervaters, so als ob der Tod überlistet worden wäre. Ihr kleiner Sohn kränkelt. Sehnsüchtig erwartet Nathan Post aus Paris. Als die Augen den Dienst versagen wollen, lässt Nathan sich die Briefe von seinen Gefährten verlesen. Die Insassen des Altersheimes nehmen immer mehr Anteil an den Lesungen.
Die Arztwitwe flieht mit den kleinen Sohn vor Hitler nach Südfrankreich, beschickt aber auch dort den Briefkasten. Einen Brief wirft sie in Toulouse ein und übergibt den letzten Brief französischen Freunden auf den Weg nach Algier. Sie selbst kann sich des kranken Kindes wegen nicht zur Überfahrt entschließen.
Nathan, der in Jerusalem die Vorgänge in Frankreich mitbekommen hat, wird von Gewissensbissen geplagt. Hätte er nur den Sohn nicht verlassen! Des Augenlichts wegen kann er nicht mehr lesen. Also kann er auch nicht mehr schreiben. Die Nazis dringen nach Süden vor. Es heißt, die Arztwitwe und ihr kranker Sohn werden „irgendwohin verschleppt“. Die Freunde in Algier haben keinen Brief mehr zum Verschicken. Sie finden jemanden, der einen Brief nach Jerusalem verfasst. Als die Fälschung ankommt, ist der Empfänger bereits verstorben. Die Gefährten Nathans, die den Brief schon sehnsüchtig erwartet haben, können nach dem Verlesen den gewohnten Trost nicht finden.

### Erstausgaben
- Post ins Gelobte Land in Anna Seghers: Der Ausflug der toten Mädchen und andere Erzählungen (Post ins Gelobte Land. Das Obdach. Die Saboteure. Das Ende). Aurora-Verlag, New York 1946.
- Anna Seghers: Der Ausflug der toten Mädchen und andere Erzählungen (Post ins Gelobte Land. Das Obdach. Die Saboteure. Das Ende). Aufbau-Verlag, Berlin 1947. 196 Seiten.

### Ausgaben
- Post ins Gelobte Land. S. 203–235 in Anna Seghers: Erzählungen. Bibliothek der Weltliteratur. Nachwort: Friedrich Albrecht (S. 593–605) Aufbau-Verlag, Berlin 1974 (2. Aufl.).
- Post ins Gelobte Land. S. 112–144 in Anna Seghers: Post ins Gelobte Land. Erzählungen. Auswahl Ursula Emmerich. Illustrationen Günther Lück (Grubetsch. Bauern von Hruschowo. Die schönsten Sagen vom Räuber Woynok. Das Obdach. Post ins Gelobte Land. Der Ausflug der toten Mädchen. Das Argonautenschiff. Die Hochzeit von Haiti. Crisanta. Der Führer. Das Duell. Tuomas beschenkt die Halbinsel Sorsa. Sagen von Unirdischen. Steinzeit). Aufbau-Verlag, Berlin 1990 (1. Aufl.), ISBN 3-351-01653-0.
- Post ins Gelobte Land. S. 173–209 in Anna Seghers: Die schönsten Erzählungen. Ausgewählt von Christina Salmen. Mit einem Nachwort von Gunnar Decker (Jans muß sterben. Die Ziegler. Die schönsten Sagen vom Räuber Woynok. Sagen von Artemis. Das Obdach. Post ins Gelobte Land. Der Ausflug der toten Mädchen. Das Argonautenschiff. Der Führer). Aufbau Verlagsgruppe, Berlin 2008 (1. Aufl.), ISBN 978-3-351-03495-5 (verwendete Ausgabe).
- Anna Seghers: Post ins Gelobte Land. Audiobuch, 1 CD. MDR Kultur. Sprecherin: Rosemarie Fendel. Regie: Petra Meyenburg. Verlag Freiburg im Breisgau 2003. ISBN 978-3-89964-010-6.

### Sekundärliteratur
- Erika Haas: „Post ins Gelobte Land“. Ein Requiem. Argonautenschiff. Jahrbuch der Anna-Seghers-Gesellschaft Berlin und Mainz e. V., Aufbau-Verlag, Berlin 1995, S. 139–150.
- Eion Bourke: „Post ins Gelobte Land“. - a Vindication in: Ian Wallace (Hrsg.): Anna Seghers in Perspective. Verlag Rodopi, Amsterdam 1998, S. 135–164.
- Sonja Hilzinger: Anna Seghers. Mit 12 Abbildungen. Reihe Literaturstudium. Reclam, Stuttgart 2000, RUB 17623, ISBN 3-15-017623-9.
- Daniel Hoffmann: 'Post ins Gelobte Land. Eine jüdische Erzählung.' Argonautenschiff. Jahrbuch der Anna-Seghers-Gesellschaft Berlin und Mainz e. V., Verlag für Berlin-Brandenburg, Bd. 22, 2013, S. 219–229.